# Bernhard Liebig
Georg Bernhard Liebig (* 17. März 1873 in Wernersdorf, Schlesien; † 27. Januar 1937 in Frankfurt am Main) war ein deutscher Maler und Grafiker und bekannt für seine Radierungen und Exlibris-Werke.

## Leben und Werk

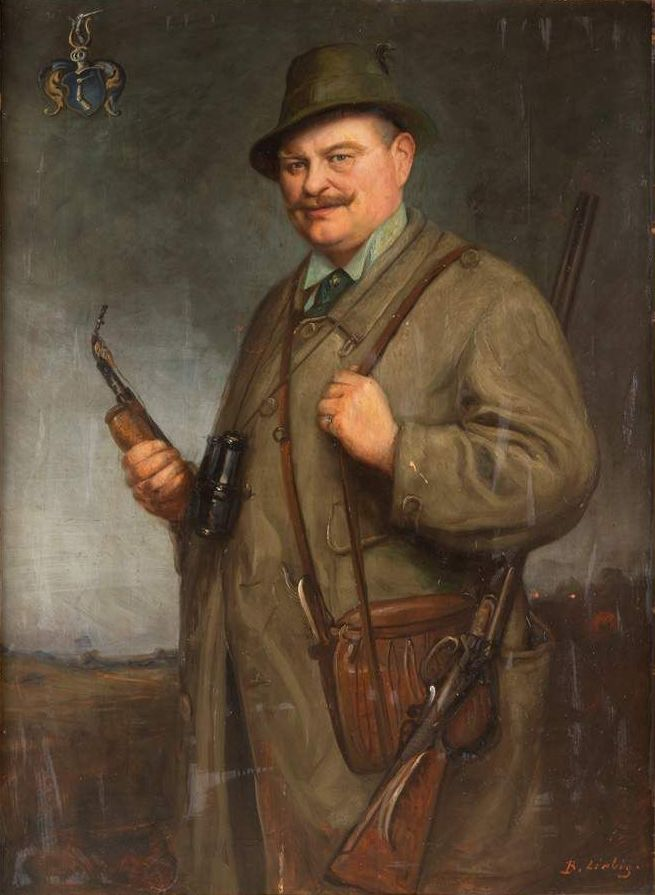
Porträt von Johannes Moorhart in Jägermontur mit Wappen. Gemalt 1920

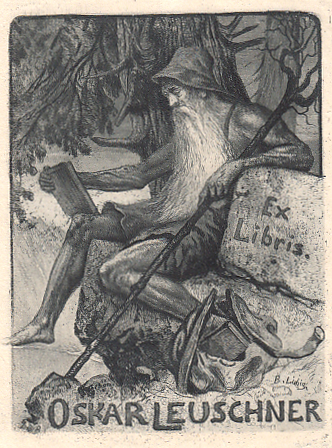
Exlibris für Oskar Leuschner (vor 1920)

Liebig verbrachte seine Jugend auf dem Bauernhof seiner Eltern im damaligen Wernersdorf im Riesengebirge und verspürte schon früh den Wunsch zu zeichnen.
Er studierte an der Berliner Akademie der Künste bei Julius Ehrentraut und Max Koner und an der Weimarer Kunstschule bei Carl Frithjof Smith. Er ging um 1893 nach Frankfurt am Main, wo er hauptsächlich tätig war. Seine Schaffenszeit lag vornehmlich zwischen 1888 und 1918. Seine Sommerfrische verbrachte er in der Pension im alten Amtshaus in Seeheim-Jugenheim vor allem zwischen 1928 und 1933.
Von ihm existieren ein Zyklus von Radierungen zur Stadt Frankfurt (um 1900), zur Stadt Mainz (vor 1910), zu verschiedenen Burgen am Rhein (vor 1912) und eine Radierung von Marianne von Willemer. Daneben fertigte er viele Exlibris für verschiedene Persönlichkeiten an, so zum Beispiel für Oskar Leuschner (1870–1935). Von seinen Bildern über Frankfurt wurden mehrere Künstler-Ansichtskarten des alten Frankfurts verlegt.
Es ist nicht bekannt, ob er mit der aus Nordböhmen stammenden und später geadelten Tuchmacher- und Kaufmannsfamilie Liebieg in verwandtschaftlicher Beziehung stand.

## Werke
- Alt-Frankfurt a. M. – 12 Original Radierungen. Frankfurt am Main 1900, 1910, 1912.
- Rhein-Burgen. 12 Radierungen, Frankfurt am Main 1910, 1912.
- Goldenes Mainz. 12 Radierungen, Frankfurt am Main 1910.

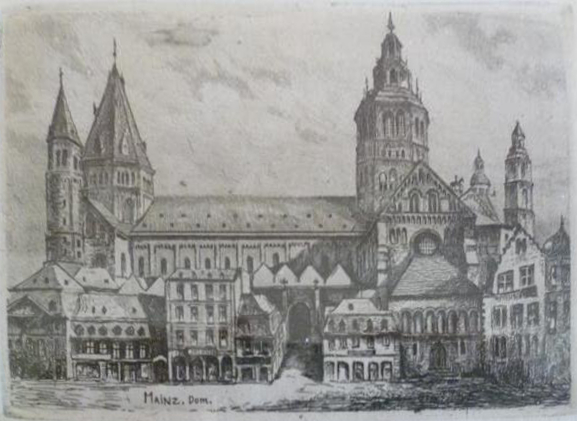
Radierung: Mainzer Dom (1904)
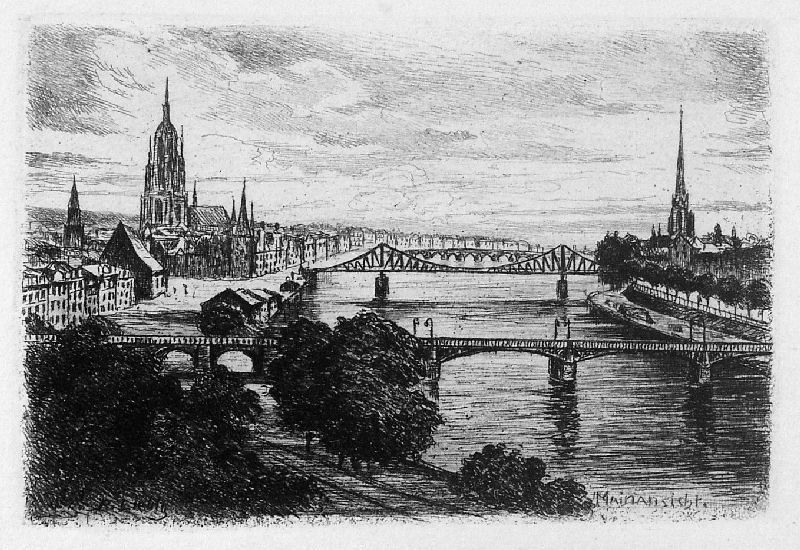
Radierung: Mainansicht Frankfurt a. M. (um 1900)